# Síndrome de Pearson
El síndrome de Pearson es una rara enfermedad mitocondrial multisistémica, caracterizada por anemia sideroblástica y disfunción del páncreas exocrino. resultante de un defecto en la fosforilación oxidativa debido a deleción, o duplicación del ADN mitocondrial (ADNmt); en la población adulta tiene una prevalencia de 1,6/100.000 habitantes.

## Caracteres
El síndrome de Pearson se describió en 1979; se caracteriza por un cuadro de inicio en los primeros meses de vida, conociéndose solo algunos casos neonatales, caracterizado por una anemia sideroblástica refractaria con vacuolización de los precursores medulares, asociada a neutropenia y trombopenia en grado variable, y disfunción pancreática exocrina. Veinte años después Rötig y colaboradores reportaron una deleción de 4.977 pb en el ADNmt como la causa más común de esta entidad A estas descripciones, se han ido añadiendo otras manifestaciones clínicas neurológicas, endocrinológicas, renales, hepáticas, gastrointestinales y cardiológicas. Se ha observado que los pacientes con SP que sobreviven evolucionan a un síndrome de Kearns-Sayre (SKS).
Todos los signos clínicos sugieren una asociación incoherente de múltiples trastornos orgánicos en un único paciente. Aunque se ha descrito la transmisión materna, el síndrome de Pearson suele ser esporádico. Desde el punto de vista fisiopatológico este síndrome es una citopatía mitocondrial que está provocado por deleciones en el ADN mitocondrial, las cuales sirven como criterio diagnóstico. Tales deleciones provocan una deficiencia funcional en la cadena respiratoria. La distribución al azar del ADN mitocondrial durante la división celular provoca la presencia de unas células normales y otras con mutaciones. Esta coexistencia, llamada heteroplasmia, explica la gran variabilidad de expresión clínica observada tanto entre pacientes como entre los diferentes órganos de un mismo sujeto afectado. De hecho, las manifestaciones patológicas se presentan cuando en un determinado tejido se ha acumulado cierta cantidad de ADN mutado.

## Diagnóstico
No existe un tratamiento concreto para el síndrome de Pearson. La presentación clínica es variable, por lo que es necesario un adecuado seguimiento de la evolución del paciente y un detallado estudio bioquímico-molecular para establecer el diagnóstico. Cuando existe una sospecha clínica de un síndrome concreto (síndromes MERRF, MELAS, NARP, Leigh, Pearson, sordera no sindrómica), puede efectuarse un análisis preventivo para determinar las alteraciones genéticas más frecuentes en el ADNmt asociadas a los mismos. Si resultasen negativas estas pruebas, debe procederse, en la mayoría de los casos, a realizar una biopsia muscular, a fin de realizar otros estudios, bioquímicos e histológicos que orienten el diagnóstico y el futuro estudio genético. No obstante, la realización de esta biopsia muscular será imprescindible, si concurriese una asociación de síntomas.
Debe tratarse de forma sintomática, incluyendo el tratamiento de los episodios infecciosos y de los problemas metabólicos, transfusión en caso de anemia grave (en ocasiones asociada con terapia con eritropoyetina), toma de extractos pancreáticos y el manejo de los trastornos endocrinos. Puede llegar a producir la muerte antes de alcanzar los tres años, debido a los riesgos de sepsis, las crisis metabólicas con acidosis láctica o al fallo hepatocelular. Los afectados que sobreviven a la infancia temprana continúan una evolución fenotípica: los signos hematológicos se solventan de forma espontánea, mientras que los signos neurológicos y miopáticos aparecen o empeoran. Algunos casos derivan, como ya hemos indicado, hacia el síndrome de Kearns-Sayre (KSS) con oftalmoplejía, ataxia, retinitis pigmentaria, defectos de conducción cardiaca y miopatía.
El síndrome de Pearson consiste en deleciones en el DNA que difieren en el tamaño y localización de otros desórdenes mitocondriales, tales como el síndrome de oftalmoplejía crónica progresiva externa (CPEO) o el síndrome de Kearns-Sayre. Este tipo de deleciones son normalmente espontáneos e incluyen uno o más genes y, aunque hay test prenatales teóricamente posibles para el síndrome de Pearson, el análisis y la interpretación pueden ser extremadamente difíciles. Con el uso de test moleculares, podemos saber que las deleciones tienen un tamaño comprendido entre 1.1 y 10 kilobases. Una deleción común asociada al síndrome de Pearson es la deleción de 4977 bp, que ha sido etiquetada como m.8470_13446del4977. El diagnóstico de este síndrome somete el ADN de leucocitos a un Southern Blot, ya que este tipo de deleciones mitocondriales son normalmente más abundantes y fácilmente aislables en la sangre que en cualquier otro tejido. 
Esto puede derivar en síndrome de la médula del páncreas de Pearson, el cual es una condición que presenta una severa anemia reticulocitopénica. Esto puede devenir en niveles altos de grasas en el hígado , diabetes y cicatrización en el páncreas.